# Pessopteris carinata
Pessopteris carinata là một loài thực vật có mạch trong họ Polypodiaceae. Loài này được (Lellinger) Pic. Serm. miêu tả khoa học đầu tiên năm 1977.